# Кундт, Ганс
Ганс Кундт (нем. Hans Kundt; 28 февраля 1869, Нойштрелиц, Мекленбург-Штрелиц — 30 августа 1939, Лугано, Швейцария) — немецкий и боливийский военный деятель, командующий боливийской армией в начале Чакской войны.

## Начало карьеры и Первая мировая война
Кундт родился в 1869 году в городе Нойштрелиц (Германия) в семье потомственного немецкого военного, в 1888 году был призван на военную службу (с 1889 года в звании прапорщика). В 1902 назначен капитаном Генерального Штаба. Майор Кундт прибыл в Боливию в 1908 в качестве главы немецкой военной миссии. В боливийской армии он запомнился своей пунктуальностью и пристрастием к жёсткой дисциплине. Знаменитой стала фраза Кундта: «Тот, кто приходит раньше времени — плохой военный, тот, кто опаздывает — совсем не военный, военный лишь тот, кто приходит вовремя». В 1911 он начал реорганизацию боливийской армии по прусской модели.
С началом Первой мировой войны Кундт возвратился в Германию. В 1914—1918 годах Кундт участвовал в Первой мировой войне на польском и галицийском фронтах, находясь в штабе генерала Макензена, командовал полком, бригадой. В 1920 году Кундт, после «капповского путча», в котором он был замешан, вновь вернулся в Боливию, теперь уже в звании генерал-майора.

## Боливия
После Первой мировой войны Кундт снова возвратился в Боливию. Там ему предложили должности начальника штаба армии и министра обороны в звании генерала. Кундт принял назначение и возглавил программу перевооружения Боливии в течение 1920-х и планирование операций в Чако. После отставки президента Эрнандо Силеса Рейеса Кундт был вынужден ненадолго покинуть Боливию.

## Чакская война
После начала войны с Парагваем 6 декабря 1932 года Кундт был назначен президентом Боливии Даниэлем Саламанкой главнокомандующим боливийской армии. В победе Кундт не сомневался, как не сомневался и в профессиональном превосходстве над противником 120-ти германских офицеров, служивших в боливийской армии. Кундт позднее заявил, что в Боливии он хотел опробовать новый метод атаки, использованный им на Восточном фронте. Однако эта тактика разбилась об оборону, построенную парагвайцами.
В сражении за Нанаву (10 января — 14 июля 1933 года), немецкий генерал принес в жертву лучшую часть своей армии. Боливийские потери составили свыше 4 тысяч человек. Парагвайцами были созданы укрепрайоны, оснащённые миномётами, пулемётами и окружённые минными полями и колючей проволокой. С этих баз парагвайцы совершали рейды против боливийцев, которых генерал Кундт упорно бросал в лобовые атаки на укреплённые пункты. Боливийской армии не помогли даже танки — они успешно уничтожались гранатами из засад.
В ноябре 1933 года Кундт получил отставку. Отставка стала следствием не только военных неудач, но и пошатнувшегося положения его покровителя — президента Боливии Даниэля Саламанки, обвиненного оппозицией во всех просчетах. Генерал Ганс Кундт умер 30 августа 1939 года, не дожив один день до начала Второй мировой войны, в Лугано (Швейцария) в возрасте 71 года.
В последнем своём интервью газетам Кундт рассказал о Чакской войне и заявил, что немецкие военные советники боливийской армии недооценили своих русских визави из парагвайской армии.